# Joseph Eschborn
Peter Joseph Eschborn (* 4. März 1800 in Mainz; † 17. November 1881 in Coburg) war ein deutscher Komponist, Geiger und Kapellmeister.

## Leben
Eschborn studierte Komposition bei Friedrich Witt. Er war von 1821 bis 1827 Musikdirektor am Theater in Düsseldorf und 1832 bis 1834 Kapellmeister des Orchesters des Mannheimer Staatstheaters. Sein Nachfolger wurde Franz Lachner. Er wirkte dann als Musikdirektor in Köln, Stuttgart, Amsterdam und 1845/1846 als Direktor am Theater Aachen und lebte zuletzt in Coburg.
Eine Vertonung von Friedrich Schillers Gedicht Das Lied von der Glocke, „als Declamatorium und für die Bühne eingerichtet von C. Simons“, ist in einer gedruckten Klavierfassung aus dem Jahr 1827 erhalten. Überliefert ist auch eine in Köln entstandene Oper Der Bastard oder Das Stiergefecht „in Musik gesetzt von Joseph Eschborn“ aus dem Jahr 1836.
Eschborn war mit der Sängerin Maria Angelika Ciscewski verheiratet. Auch ihre Tochter Natalie wurde unter dem Künstlernamen Natalie Frassini als Sängerin bekannt.